# Subeme la radio
„Subeme la radio“ е песен на Енрике Иглесиас. Излиза на 24 февруари 2017 г. 

## Музикален видеоклип
Иглесиас обявява, че сингълът и музикалното видео ще излязат в един и същи ден.
Английската версия е пусната на 21 юли 2017 г. В нея участва и рапъра Шон Пол.